# Rantoul (Illinois)
Rantoul – wieś w Stanach Zjednoczonych, w stanie Illinois, w hrabstwie Champaign.